# 莱塞萨尔 (厄尔省)
莱塞萨尔（法語：Les Essarts，法語發音：[lez‿esaʁ]）是法国厄尔省的一个旧市镇，属于埃夫勒区。2016年1月1日，莱塞萨尔与临近的3个市镇合并为新市镇马尔布瓦。

## 地理
莱塞萨尔（48°52'54"N, 0°59'7"E）面积15.18 平方千米，位于法国诺曼底大区厄尔省，该省份为法国北部内陆省份，北起滨海塞纳省，西接奧恩省和卡爾瓦多斯省，南至厄尔-卢瓦省，东临瓦兹省、瓦兹河谷省和伊夫林省。
与莱塞萨尔接壤的市镇（或旧市镇、城区）包括：勒龙斯奈-欧特奈、尚特卢、马尔布瓦、古维尔、芒特隆、诺让勒塞克。
莱塞萨尔的时区为UTC+01:00、UTC+02:00（夏令时）。

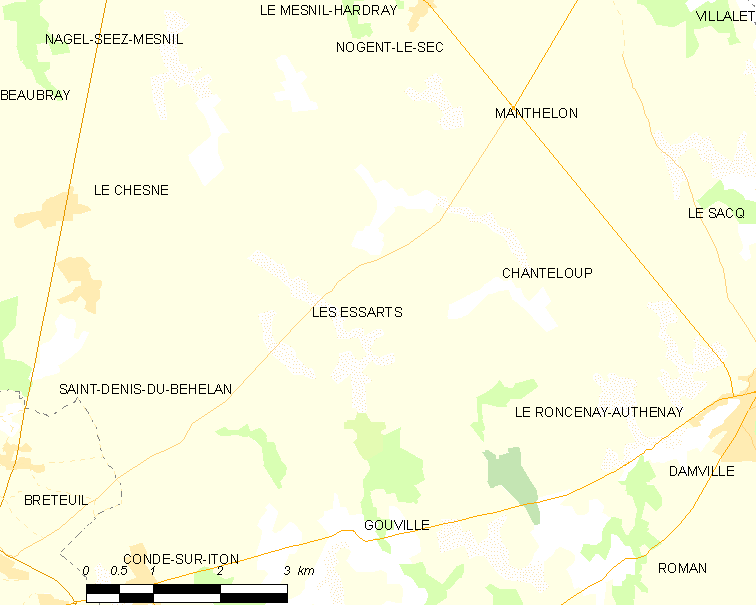
莱塞萨尔的OSM定位图

## 行政
莱塞萨尔的邮政编码为27240，INSEE市镇编码为27225。

## 政治
莱塞萨尔所属的省级选区为阿夫尔河和伊通河畔韦尔讷伊县。

## 人口

1962-2008年间莱塞萨尔人口变化图示

莱塞萨尔于2018年1月1日时的人口数量为438人。